# توهم پولی
توهم پولی، (به انگلیسی: money illusion) زمانی که یک شخص یا یک جامعه بدون در نظر داشتن آثار پدیده تورم در کاهش قدرت خرید، صرفاً با اتکا به افزایش اسمی درآمد خود، احساس ثروتمند شدن یا سرخوشی از افزایش درآمد کند، این فرد یا جامعه، از منظر علم اقتصاد دچار توهم پولی است.
به بیان دیگر توهم پولی عبارتست از تمایل به فراموش کردن تغییر ارزش پول، در نتیجهٔ تورم یا رکود. مثلاً در مواقع تورم افراد ممکن است، به عقد قراردادهایی مبادرت کنند، بدون توجه به اینکه پول در نتیجهٔ تورم ارزش خود را از دست می‌دهد.
توهم پولی نخستین بار توسط ایروینگ فیشر مطرح شد. وی از اصطلاح توهم پولی برای اشاره به ناتوانی تفکیک میان یک دلار و قدرت خرید آن دلار (یا آنچه که می‌توان پس از تورم با یک دلاری خریداری کرد) استفاده نمود.
نرخ بهره سپرده‌های بانکی یکی از مثال‌های خوب در زمینه توهم پولی است. وقتی که نرخ سود اعطایی به سپرده‌ها کاهش می‌یابد، افراد نارضایتی را خود از بازده کم سپرده‌ها اعلام می‌کنند. در حالی‌که ممکن است با نرخ بهره اسمی بالاتر و تورم بالاتر، وضعیت بدتری داشته باشند.
توهم پولی به هنگام افزایش دستمزد کارگران نیز اتفاق می‌افتد. از آنجایی‌که دستمزدها بخش عمده هزینه‌های کسب‌وکار را تشکیل می‌دهند، افزایش دستمزدها معمولاً به افزایش قیمت‌ها منتهی می‌شود. کارگرانی که دچار توهم پولی هستند، از دریافت دستمزد بالاتر خوشحال می‌شوند، درحالی‌که با این دستمزد بالاتر، چیزهای کمتری را می‌توانند خریداری نمایند.